# Platane am Kellergarten
Amtlich Platane am Kellergarten, vor Ort nur Dicker Baum oder – in der örtlichen Mundart – Dicker Baam heißt ein Naturdenkmal mit der Listennummer ND-7332-517 in der rheinland-pfälzischen Ortsgemeinde Dirmstein, deren höchsten Baum die Platane darstellt.

## Geographische Lage
Der Baum steht im Süden des Oberdorfs bei der Parkanlage Kellergarten auf etwa 102 m Höhe. Wenige Meter außerhalb von dessen südlicher Ecke, die durch das zum Park gehörende ehemalige Herrenhaus gebildet wird, steht die Platane jenseits der Bleichstraße am linken Ufer des Eckbachs. Über diesen führt westlich des Baumes eine Brücke der Straße Affenstein, östlich ein hölzerner Steg für Fußgänger. Um den Stamm herum ist eine 1999 erneuerte sechseckige Holzbank angebracht.

## Größe und Alter
Der Baum weist eine Höhe von mehr als zwanzig und einen Stammumfang von gut sechs Metern auf. Gepflanzt wurde er vermutlich zur Entstehungszeit des Kellergartens, der um 1790 im Auftrag der ortsansässigen Adelsfamilie Sturmfeder von Oppenweiler durch den Landschaftsarchitekten Friedrich Ludwig von Sckell als Englischer Landschaftsgarten angelegt wurde. Nicht einmal ein halbes Jahrhundert zuvor waren die ersten Platanen nach Deutschland eingeführt worden. Das Alter des Baumes dürfte somit über 200 Jahre betragen.